# Frédéric Berthe
Frédéric Berthe (París, 3 de marzo de 1967) es un director de cine y guionista francés.   Entre otras, ha dirigido Nos 18 ans, película estrenada en 2008.

## Biografía
Asistente de dirección en la película El cielo, los pájaros y... tu madre, dirigida por Djamel Bensalah y estrenada en 1999. En 2002 participó también como asistente en la nueva película de Bensalah, The Raid.

## Filmografía

### Cine
- 2004 : Alive
- 2008 : Nos 18 ans
- 2009 : R.T.T.
- 2011 : Hollywoo
- 2013 : Los invencibles

### Televisión
- 1996 : Terre indigo (assistant réalisateur)
- 1997 : Le Président et la Garde-Barrière (assistant réalisateur)
- 1998 : Blague à part
- 2001 : H
- 2002 : Hep Taxi !
- 2002 : La Famille Guérin
- 2003 : Kelif et Deutsch à la recherche d'un emploi
- 2006 : Préjudices
- 2007-2010 : Sur le fil
- 2012 : Kaboul Kitchen
- 2013 : No Limit (série télévisée, 2 épisodes)
- 2013 : Silences d'État 17 mai
- 2014 : L'Esprit de famille
- 2014 : Taxi : Brooklyn (série télévisée, 2 épisodes)
- 2014 : Le Zèbre [2] avec Eric Berger, Aurelien Wiik et Lou Gala
- 2015 : Lebowitz contre Lebowitz (série télévisée), France 2
- 2017 : Les Crimes silencieux , France 3
- 2017 : Ce que vivent les roses, France 3
- 2018 : Les Innocents, TF1
- 2018 : Balthazar, TF1
- 2018 : Munch (saison 2, épisodes 5 à 10), TF1
- 2019 : Pour Sarah, TF1
- 2020 : Astrid et Raphaëlle, France 2
- 2021 : J'ai menti, France 2
- 2021 : À mon tour, France 2
- 2022 : Les Randonneuses, TF1
- 2022 : L'Homme de nos vies, M6
- 2023 : Mademoiselle Holmes, TF1